# Johannes Richard Voelkel
Johannes Richard Voelkel (* 1971) ist ein deutscher Schauspieler.

## Wirken
Voelkel absolvierte seine  Ausbildung zum Diplomschauspieler an der Hochschule für Musik und Theater Rostock. Bereits während der Ausbildung erhielt er den Vontobel Schauspielerpreis in Zürich.
Theaterengagements führten ihn u. a. nach Hamburg, Frankfurt am Main, Luxemburg, an das Volkstheater Rostock, das Theater Aachen, und an die Deutsche Staatsoper. Er spielte Titelrollen wie Cyrano de Bergerac, Woyzeck, Howie in „Howie the Rookie“ oder den Biff in Tod eines Handlungsreisenden. Er wirkte bei über 50 Film- und Fernsehproduktionen mit. Er verkörperte Rollen in diversen TV-Movies und Kinofilmen sowie in zahlreichen Krimis von Soko bis Tatort.  Zudem hatte er Engagements in international preisgekrönten Kinofilmen wie Carlos – der Schakal oder Joyeux Noel. Der Film wurde für den 78th Academy Award (Oscar) und den Golden Globe nominiert und gewann den Cine de Valladolid.
Seit 2013 ist er auch als Regisseur aktiv. Auf die Kurzfilme Das Turnier und „Wild Thing“ folgte 2014 TANTALUM. Seine Filme, für die er auch die Drehbücher verfasste, liefen im Wettbewerb von über 30 Filmfestivals weltweit. Er erhielt den Preis „Best Documentary Short“ beim Golden Egg Film Festival in New York City 2015 und eine Honorable Mention beim Festival Brasil de Cinema Internacional in Rio de Janeiro. Für TANTALUM überreichte ihm Ken Loach als Jurypräsident des Unchosen Film Festivals in London 2014 den Preis für den besten internationalen Beitrag.

## Auftritte

### Film / Fernsehen (Auswahl)
- 2000: Der Fahnder
- 2000: Wolffs Revier
- 2000: Katharsis
- 2000: SK Kölsch
- 2001: Lindenstraße
- 2002: Alarm für Cobra 11
- 2001: Ritas Welt (TV-Serie, Folge Bowling)
- 2002: Die Sitte
- 2002: Altenburg
- 2002: Krista
- 2003: Die Rettungsflieger
- 2003: Großstadtrevier
- 2004: Merry Christmas
- 2004: Tatort – Heimspiel
- 2005. SOKO Wismar
- 2006: Abschnitt 40
- 2006: Ein Engel für alle
- 2007: Alarm für Cobra 11
- 2007: Pastewka
- 2007: R. I. S. – Die Sprache der Toten
- 2007: Jackpot
- 2007: Mr. Right 22
- 2008: Da kommt Kalle
- 2008: Himmelhochjauchzen
- 2008: Die Pfefferkörner
- 2008: Streetworker
- 2009: Nosliw, Musikvideo
- 2009: In Between A Kiss
- 2009: Wohin mit Vater?
- 2010: Carlos – Der Schakal
- 2011: Die Lehrerin
- 2011: Notruf Hafenkante – Geld oder Liebe
- 2011: SOKO Leipzig
- 2011: Ein Fall für Zwei
- 2011: Der Dicke
- 2012: Siebenstein
- 2012: Teilhard
- 2012: Alles Klara
- 2013: Pein
- 2014: L – Liebe
- 2014: Zeugin der Toten
- 2015: Homesick
- 2015: Dyslexie
- 2015: Flow
- 2015: Morden im Norden
- 2016: Veto
- 2016: Vorwärts immer
- 2016: Ackerpiraten
- 2016: In aller Freundschaft
- 2017: Vorwärts immer!
- 2017: SOKO Kitzbühel
- 2017: Weissensee
- 2017: SOKO Leipzig
- 2017: SOKO Kitzbühel
- 2017: Verliebt in Masuren
- 2017: Zwei Bauern und kein Land
- 2018: Kommissarin Heller – Vorsehung
- 2018: Herz über Bord
- 2017: Scheidung für Anfänger
- 2019: Familie Dr. Kleist (Fernsehserie, Folge: Aussetzer)
- 2019: Käfigtiger
- 2019: SOKO Wismar
- 2020: Zähle die Wege meiner Flucht

### Oper
- 2005: Elegie für junge Liebende, Rolle: Joseph Mauer, Regie: Christian Pade, Deutsche Staatsoper
- 2000: Das stille Zimmer, Rolle: Der mit der Wunde, Regie:  Michael Hirsch